# Vlag van Abchazië

Vlag van de afscheidingsrepubliek Abchazië

Vlag van de door Georgië erkende autonome republiek Abchazië

De vlag van Abchazië(Abchazisch: Аҧсуа абыраҟ) bestaat uit zeven horizontale strepen in de kleuren groen en wit plus linksboven een rood kanton. In dit kanton staat een witte open hand met zeven sterren. De vlag van de Republiek Abchazië werd in 1991 ontworpen door Valeri Gamgia en werd officieel aangenomen op 23 juli 1992.

## Ontwerp
Het ontwerp van het rode kanton is gebaseerd op het vaandel van het middeleeuwse koninkrijk Abchazië. De open hand symboliseert de natie die het gebied claimt te zijn; de zeven sterren staan voor de zeven historische Abchazische streken. Zeven is een heilig nummer voor Abchazen. De zeven groene en witte strepen symboliseren de tolerantie tussen christenen en moslims.

### Autonome Republiek Abchazië
Aangezien er geen officiële vlag werd aangenomen voor gebruik door de Autonome Republiek Abchazië, wordt de vlag van Georgië gebruikt door de regering van de Autonome Republiek Abchazië. De Georgische Staatsraad voor Heraldiek heeft een vlag voor de autonome republiek voorgesteld die de vlag van Georgië combineert met groene en witte strepen van de Abchazische vlag.

## Vlaggen in het verleden

### Abchazische Socialistische Sovjetrepubliek

Vlag van de Abchazische Socialistische Sovjetrepubliek, 1925-1931

De vlag van de Abchazische Socialistische Sovjetrepubliek werd aangenomen in 1925 toen de Abchazische Socialistische Sovjetrepubliek zijn grondwet ratificeerde. De vlag werd gebruikt tot 1931, toen de Abchazische Socialistische Sovjetrepubliek werd omgevormd tot de Abchazische Autonome Socialistische Sovjetrepubliek met een andere vlag.

### Abchazische Autonome Socialistische Sovjetrepubliek

Vlag van de Abchazische Autonome Socialistische Sovjetrepubliek, 1978-1992

De vlag van de Abchazische Autonome Socialistische Sovjetrepubliek werd geïntroduceerd in 1978 en werd gebruikt tot het uiteenvallen van de Sovjet-Unie in 1991. De vorige vlag die tussen 1931 en 1978 werd gebruikt was identiek aan de vlag van de Georgische Socialistische Sovjetrepubliek, en in 1978 werd de naam van de Abchazische Autonome Socialistische Sovjetrepubliek toegevoegd, geschreven in het Abchazisch.
Abchazië · Donetsk · Kosovo · Loegansk · Nagorno-Karabach · Republiek China · Sahrawi Arabische Democratische Republiek · Somaliland · Transnistrië · Turkse Republiek Noord-Cyprus · Zuid-Ossetië
Zie ook: Vlaggen van afhankelijke gebieden · Vlaggen van subnationale entiteiten (per land)